# Evernote

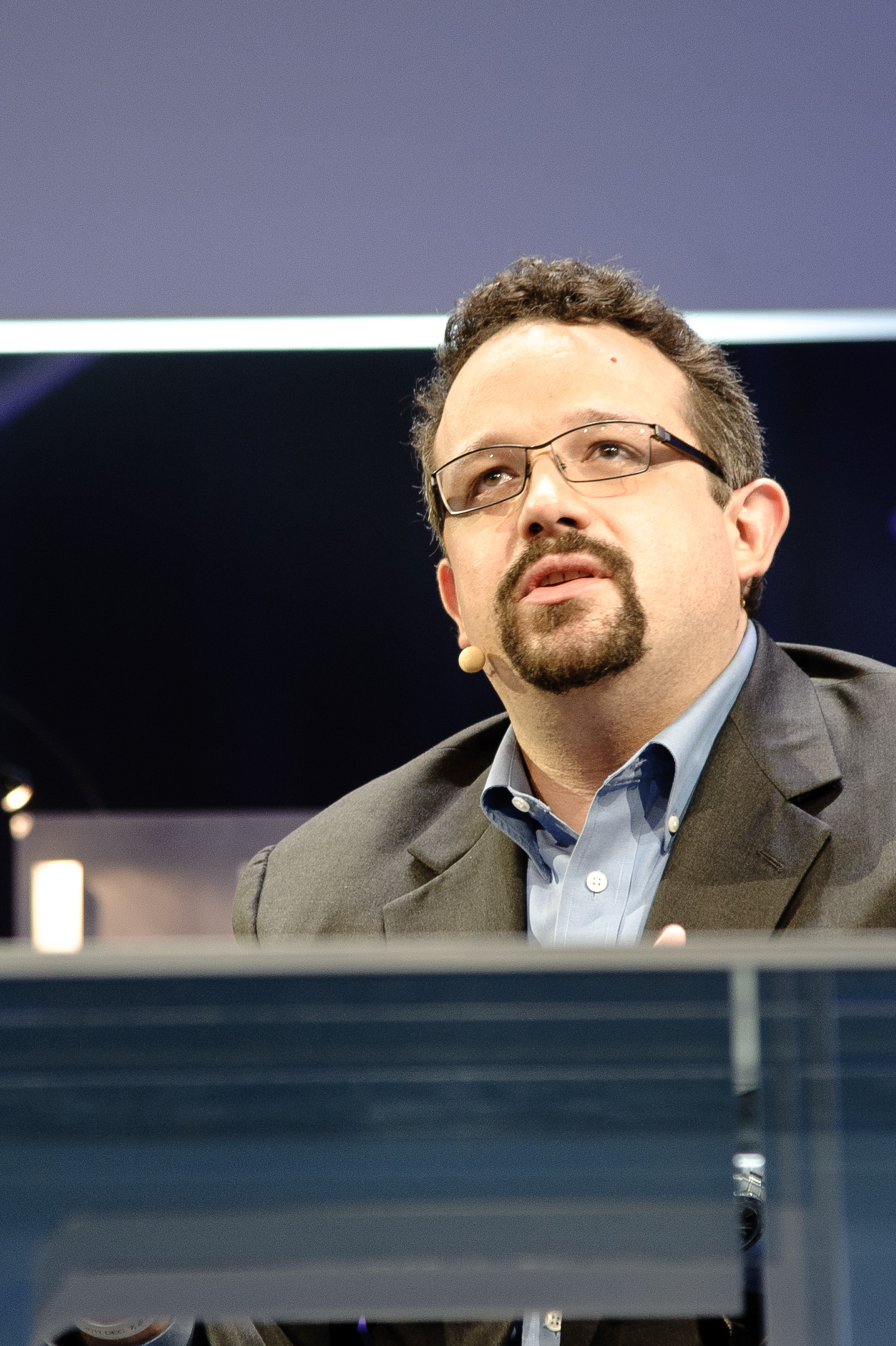
Фил Либин, CEO Evernote, на конференции LeWeb

Evernote — веб-сервис и набор программного обеспечения для создания и хранения заметок. В качестве заметки может выступать фрагмент форматированного текста, веб-страница целиком, фотография, аудиофайл или рукописная запись. Заметки могут также содержать вложения с файлами другого типа. Заметки можно сортировать по блокнотам, присваивать им метки, редактировать и экспортировать.
Evernote поддерживает несколько компьютерных и мобильных платформ, включая macOS, iOS, Chrome OS, Android, Microsoft Windows, Windows Phone, BlackBerry и webOS, а также предлагает онлайн-синхронизацию и резервное копирование.
Evernote был основан Степаном Пачиковым и представлен в виде открытой бета-версии 24 июня 2008 года. К июлю 2013 года сервис набрал 65 млн пользователей.
В октябре 2010 года компания получила 20 млн долларов в ходе инвестиционного раунда под руководством Sequoia Capital при участии Morgenthaler Ventures и DoCoMo Capital. Позднее компания получила дополнительно 50 млн долларов финансирования от Sequoia Capital и Morgenthaler Ventures и ещё 70 млн $ от Meritech Capital и CBC Capital.
30 ноября 2012 года Evernote привлекла 85 млн долларов в рамках инвестиционного раунда, возглавляемого AGC Equity Partners/m8 Capital и Valiant Capital Partners. Суммарный объём инвестиций составлял 225 млн долларов, но со временем компания потеряла миллиардную капитализацию и стала разочарованием для венчурных фондов. В январе 2023 Evernote был выкуплен итальянской компанией Bending Spoons, которая специализируется на скупке и реструктуризации программных продуктов. 
Evernote доступен как в платном, так и в ограниченном бесплатном варианте. Использование бесплатной версии подразумевает лимит на объём ежемесячно размещаемых заметок и количество используемых устройств до двух, который может быть увеличен при переходе на платную подписку.

## Хранение и доступ к данным
На поддерживаемых платформах Evernote хранит и редактирует заметки пользователя на его локальной машине.
Пользователи с доступом в Интернет могут также автоматически синхронизировать свои заметки с серверами Evernote. Такой подход позволяет пользователю иметь доступ к просмотру и редактированию своих данных на различных машинах и операционных системах даже в тот момент, когда интернет-подключение недоступно. Однако заметки, хранящиеся на серверах Evernote, не шифруются.
В тех случаях, когда нет возможности использовать клиентское программное обеспечение Evernote, можно получить доступ к архиву синхронизированных заметок с помощью веб-интерфейса.
Программное обеспечение Evernote можно загрузить и использовать в качестве отдельного приложения без соединения с онлайн-аккаунтом Evernote (однако Интернет потребуется для регистрации при первичной установке), но в этом случае пользователю будут недоступны загрузка файлов на серверы Evernote и синхронизация данных между различными клиентами Evernote.
Кроме того, при офлайн-использовании не будет работать индексация и распознавание текста в изображениях и файлах PDF (последнее — платная функция).

## Ввод данных
Наряду с набранными вручную текстовыми заметками Evernote позволяет делать снимки с помощью камер в поддерживаемых устройствах и записывать звук.
Как сфотографированный, так и вводимый с устройств с сенсорным экраном текст может быть распознан с помощью OCR.
Расширения Evernote для самых популярных браузеров позволяют копировать указанные фрагменты веб-страниц для отправки в Evernote. Если фрагмент не был задан, Evernote может скопировать страницу целиком.
Evernote также позволяет отправлять заметки в сервис по электронной почте, что делает возможным автоматический ввод правил с помощью правил и фильтров почтового сервиса.
При наличии GPS-модуля в устройстве Evernote может автоматически присваивать заметкам геолокационные данные о месте их создания.
Онлайн-сервис также позволяет открывать совместный доступ к выбранным заметкам и блокнотам для чтения или редактирования другими пользователями и поддерживает интеграцию с Твиттером для сохранения или пересылки сообщений. Пользователи также могут отправлять заметки в Evernote с помощью Twitter.

## Типы аккаунтов
Evernote Basic — бесплатный аккаунт, имеет ограничение по размеру заметки (не более 25 МБ на каждую заметку) и объёму трафика для написания/редактирования заметок (60 МБ в месяц) . Синхронизация на этом тарифе ограничена двумя устройствами.
Evernote Plus — имеет ограничение по размеру заметки (не более 50 МБ на каждую заметку) и объёму трафика для написания/редактирования заметок (1 ГБ в месяц). Включает все функции Evernote Basic, кроме того, поддерживает отправку в Evernote до 200 электронных писем в день, имеет блокировку паролем мобильного приложения. Evernote Plus доступен за 119 рублей в месяц или за 999 рублей в год.
Evernote Premium — не имеет ограничений на ежемесячный объём загрузок, но существует ограничение на размер заметки (200 МБ). Включает в себя все функции Evernote Plus, а также обеспечивает приоритетное распознавание текста в изображениях, дополнительные функции безопасности, возможность сканирования и оцифровки визитных карточек, поиск по тексту внутри файлов Microsoft Office, iWork и документов PDF.
Стоимость Evernote Premium составляет 219 рублей в месяц или 1990 рублей за годовую подписку.
Evernote Business — включает в себя все функции Evernote Premium, кроме того, обладает расширенными возможностями совместной работы: единый вход для сотрудников, инструменты централизованного администрирования учётных записей, централизованное хранение корпоративной информации. Стоимость Evernote Business составляет 360 рублей в месяц за одного подключенного сотрудника.
Пользователи как бесплатных, так и платных аккаунтов Evernote могут предоставлять доступ к своим блокнотам другим пользователям Evernote. Однако платные подписчики могут открыть доступ к блокноту не только для чтения, но и редактирования. Для бесплатных аккаунтов данные на устройствах с iOS и Android в общем случае недоступны при отсутствии интернет-соединения. Несмотря на это, некоторые заметки кэшируются и остаются доступными, хотя их редактирование может вызвать конфликты при синхронизации.
Все аккаунты Evernote, как бесплатные, так и платные, имеют максимальное ограничение в 100 000 заметок и 250 личных блокнотов.

## Поддерживаемые платформы
Клиенты Evernote доступны для Microsoft Windows (включая RT версию), OS X, Android, iOS (iPhone, iPad, iPod Touch), Windows Mobile, Windows Phone, webOS, Maemo, BlackBerry (включая BlackBerry Playbook), а также есть бета-версия для Symbian S60 5th Edition. Также существуют портативные версии Evernote для флэш-драйвов и U3. В настоящее время нет официально поддерживаемого клиента для Linux или BSD (неофициальные клиенты перечислены ниже).
Тем не менее в зависимости от платформы функциональность приложений варьируется. Например, в Windows можно редактировать форматированный текст и рукописные наброски, а в Mac также можно редактировать форматированный текст, но наброски можно только просматривать.
Расширения Evernote Web Clipper для копирования фрагментов веб-страниц устанавливаются по умолчанию в браузеры Internet Explorer и Safari при инсталляции Evernote для Windows или OS X соответственно. Также расширения Evernote доступны для Firefox, Opera и Google Chrome. Их можно загрузить и установить отдельно для нужного браузера.
Расширение Evernote для копирования электронной почты автоматически устанавливается в Microsoft Outlook при инсталляции основного приложения на тот же компьютер. Также, существует аналогичное расширение для Mozilla Thunderbird, которое нужно устанавливать отдельно.

## Неофициальные клиенты
Существует ряд независимых клиентов для работы с Evernote:
- NixNote — кроссплатформенный open source клиент Evernote, написанный на Java, который можно запустить на любой операционной системе с виртуальной машиной Java (Java SE), включая Windows, Linux, OS X и другие. Ранее клиент назывался NeverNote.[18]
- People’s Note — клиент для Windows Mobile с полнофункциональной интеграцией с Evernote. Также поддерживает офлайн-хранение заметок.[19]
- Ploze — клиент для Windows Mobile, который позволяет просматривать, искать и создавать заметки в Windows Mobile в том числе без интернет-соединения.[20]
- Everpad — клиент для Linux.
- Geeknote[21] — консольный клиент для Linux.
- Alternote —альтернативный, платный клиент для OS X.

## Побочные продукты
Компанией было разработано или выкуплено несколько сопутствующих продуктов, расширяющих базовые возможности сервиса.

### Skitch
Skitch — утилита для создания снимков экрана, изначально разработанная Plasq для OS X. Приложение позволяет добавлять фигуры и текст на исходный снимок и делиться итоговым изображением в Интернете. Изображения также можно экспортировать в различных форматах. Evernote приобрел Skitch в августе 2011 года. После этого Evernote сделал приложение бесплатным и выпустил версии также для iOS, Windows, Windows 8 и Android.

### Scannable
Scannable — приложение для распознавания бумажных документов на фотографиях и их переноса в цифровую версию.

### Evernote Web Clipper
Evernote Web Clipper — это расширение для браузера, позволяющее быстро сохранять web-страницы, вырезать оттуда фрагменты, отдельные элементы и делать скриншоты внутри браузера.

### Penultimate
Penultimate — дополнительное приложение, дающее возможность создавать рукописные заметки, распознавать текст в них и синхронизировать их со своим аккаунтом Evernote.

### Evernote Food
Evernote Food — сервис для создания кулинарных рецептов и поиска их в интернете, поиска ресторанов с привязкой к местности. Сервис был закрыт в сентябре 2015 года.

## Безопасность
2 марта 2013 года в Evernote сообщили, что хакеры получили доступ к сети компании и могли получить доступ к пользовательской информации, включая имена пользователей, адреса электронной почты и зашифрованные пароли. Всех пользователей попросили сбросить пароли. После инцидента в Evernote ускорили работу над внедрением опциональной двухфакторной аутентификации для всех пользователей. На май того же года возможность уже была доступна в опытном порядке для премиум-аккаунтов.

## Особенности поиска
Недоступен поиск по части слова, которая начинается с середины слова. Вводить данную возможность не планируется.